# Phreatia sulcata
Phreatia sulcata är en orkidéart som först beskrevs av Carl Ludwig von Blume, och fick sitt nu gällande namn av Johannes Jacobus Smith. Phreatia sulcata ingår i släktet Phreatia och familjen orkidéer. Inga underarter finns listade i Catalogue of Life.